# Phyllolabis alexanderi
Phyllolabis alexanderi är en tvåvingeart som beskrevs av Paul Lackschewitz 1940. Phyllolabis alexanderi ingår i släktet Phyllolabis och familjen småharkrankar. Inga underarter finns listade i Catalogue of Life.